# Dance-punk
Genres dérivés
Pop wonky
La dance-punk (aussi connu sous les termes de disco-punk ou punk funk) est un genre musical ayant émergé à la fin des années 1970, associé aux mouvements post-punk et new wave.

## Histoire

### Prédécesseurs new wave
La plupart des groupes de l'ère post-punk adoptent un tempo plus rythmique, appelant à danser. Ces groupes considérés « new wave » s'inspirent du disco, expérimentent des morceaux joués aux synthétiseurs d'autres musiques dansantes célèbres ainsi que des chansons de Sparks, Iggy Pop, et de certaines chansons de groupes considérés krautrock. Les groupes d'influence originaires des années 1980 impliquent Public Image Limited, Gang of Four,,, New Order, Killing Joke, The Cure et Siouxsie and the Banshees. La scène dance-punk de New York implique des groupes comme Material, James Chance and the Contortions, Cristina Monet, ESG, et Liquid Liquid ; la chanteuse allemande punk Nina Hagen devient nouvelle vague et se popularise grâce à sa chanson New York / N.Y. en 1983 .

### Dance-punk contemporain
Le dance-punk redevient d'actualité grâce à des groupes de garage rock et post-punk revival à l'aube du millénaire, en particulier des groupes comme LCD Soundsystem, Clinic, Death from Above, Liars, Yeah Yeah Yeahs, The Rapture et Radio 4, rejoint par des groupes axés dance ayant adopté un son rock comme Out Hud ou des groupes californiens comme !!! et Moving Units. Au début des années 2000, Washington, D.C. se crée une scène notable punk-funk, inspirée par Fugazi, et des groupes de post-punk et go-go comme Trouble Funk et Rare Essence, accompagnés de groupes tels que Q And Not U, Black Eyes, Oxes, Double Dagger, et Dope Body. Au Royaume-Uni, le mélange de musique indépendante et de dance-punk se nomme new rave signifiant « la new wave de la new wave ». Le terme est utilisé par le NME pour décrire des groupes comme Trash Fashion, New Young Pony Club, Hadouken!, Late of the Pier, Test Icicles et Shitdisco formant une scène esthétiquement similaire à la musique rave,.